# Galium thiebautii
Galium thiebautii är en måreväxtart som beskrevs av Friedrich Ehrendorfer. Galium thiebautii ingår i släktet måror, och familjen måreväxter.
Artens utbredningsområde är Libanon. Inga underarter finns listade i Catalogue of Life.